# Tadeusz Kościuszko
Andrzej Tadeusz Bonawentura Kościuszko (în engleză Andrew Thaddeus Bonaventure Kosciuszko; n. 4 februarie 1746, Kosów⁠(d), Marele Ducat al Lituaniei, Polonia-Lituania – d. 15 octombrie 1817, Solothurn, Elveția) a fost un genist militar, om de stat și lider militar polonez care a devenit erou național în Polonia, Lituania, Belarus, Franța și Statele Unite. A luptat în conflictele Uniunii Polono-Lituaniene împotriva Rusiei și Prusiei și de partea SUA în Războiul de Independență. În calitate de Comandant Suprem al Forțelor Armate Naționale Poloneze, a condus Răscoala lui Kościuszko din 1794.
Kościuszko s-a născut în februarie 1746, într-un conac de pe moșia Mereczowszczyzna⁠(d) din Voievodatul Brest Litovsk⁠(d), pe atunci în Marele Ducat al Lituaniei, o parte a Uniunii Polono-Lituaniene (astăzi în raionul Ivacevicy⁠(d) din Belarus). La 20 de ani, a absolvit Corpul Cadeților⁠(d) din Varșovia. După începutul războiului civil⁠(d) din 1768, Kościuszko s-a mutat în Franța în 1769 pentru a studia. S-a întors în Uniune în 1774, la doi ani după prima ei împărțire, și a dat meditații copiilor în casa lui Józef Sylwester Sosnowski⁠(d). În 1776, Kościuszko s-a mutat în America de Nord, unde a luat parte la Războiul de Independență al Statelor Unite cu grad de colonel în Armata Continentală. Arhitect militar desăvârșit, el a proiectat și a supravegheat construcția de fortificații de ultimă generație, inclusiv cele de la West Point, New York. În 1783, ca recunoaștere a serviciilor sale, Congresul Continental l-a ridicat la gradul de general de brigadă.
La întoarcerea în Polonia în 1784, Kościuszko a fost numit general-maior în armata Uniunii Polono-Lituaniene în 1789. După ce Războiul Polono-Rus din 1792 a dus la a doua împărțire a Uniunii, el s-a pus în fruntea unei răscoale militare împotriva Imperiului Rus în martie 1794, până când a fost capturat în bătălia de la Maciejowice⁠(d) în octombrie 1794. Înfrângerea Răscoalei lui Kościuszko din noiembrie a dus la a treia împărțire⁠(d) a Poloniei în 1795, care a pus capăt Uniunii. În 1796, după moartea țaritei Ecaterina a II-a, Kościuszko a fost grațiat de succesorul ei, țarul Pavel I, și a emigrat în Statele Unite. Prieten apropiat al lui Thomas Jefferson, cu care împărtășea idealurile drepturilor omului, Kościuszko a scris un testament în 1798, dedicându-și posesiunile din Statele Unite educației și eliberării sclavilor americani. Kościuszko s-a întors în cele din urmă în Europa și a trăit în Elveția până la moartea sa în 1817. Executarea testamentului său s-a dovedit mai târziu dificilă, iar fondurile nu au fost niciodată folosite în scopul cerut de Kościuszko.

## Începutul vieții

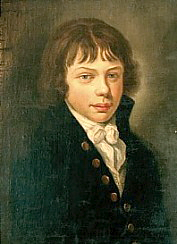
Kościuszko, în vârstă de 15 ani, în 1761

Kościuszko s-a născut în februarie 1746 într-un conac de pe moșia Mereczowszczyzna⁠(d) de lângă Kosów⁠(d), în Voievodatul Nowogródek⁠(d), Marele Ducat al Lituaniei, parte a Uniunii Polono-Lituaniene. Data exactă a nașterii lui este necunoscută; se dau în mod obișnuit 4 februarie și 12 februarie. Kościuszko era fiul cel mai mic al unui membru al șleahtei (nobilimea poloneză fără titluri), Ludwik Tadeusz Kościuszko, un ofițer în Armata Uniunii Polono-Lituaniene⁠(d), și al soției sale Tekla Ratomska. Familia deținea stema poloneză Roch III⁠(d). La data nașterii lui Tadeusz Kościuszko, familia deținea proprietăți de pământ modeste în Marele Ducat, lucrate de 31 de familii de țărani.

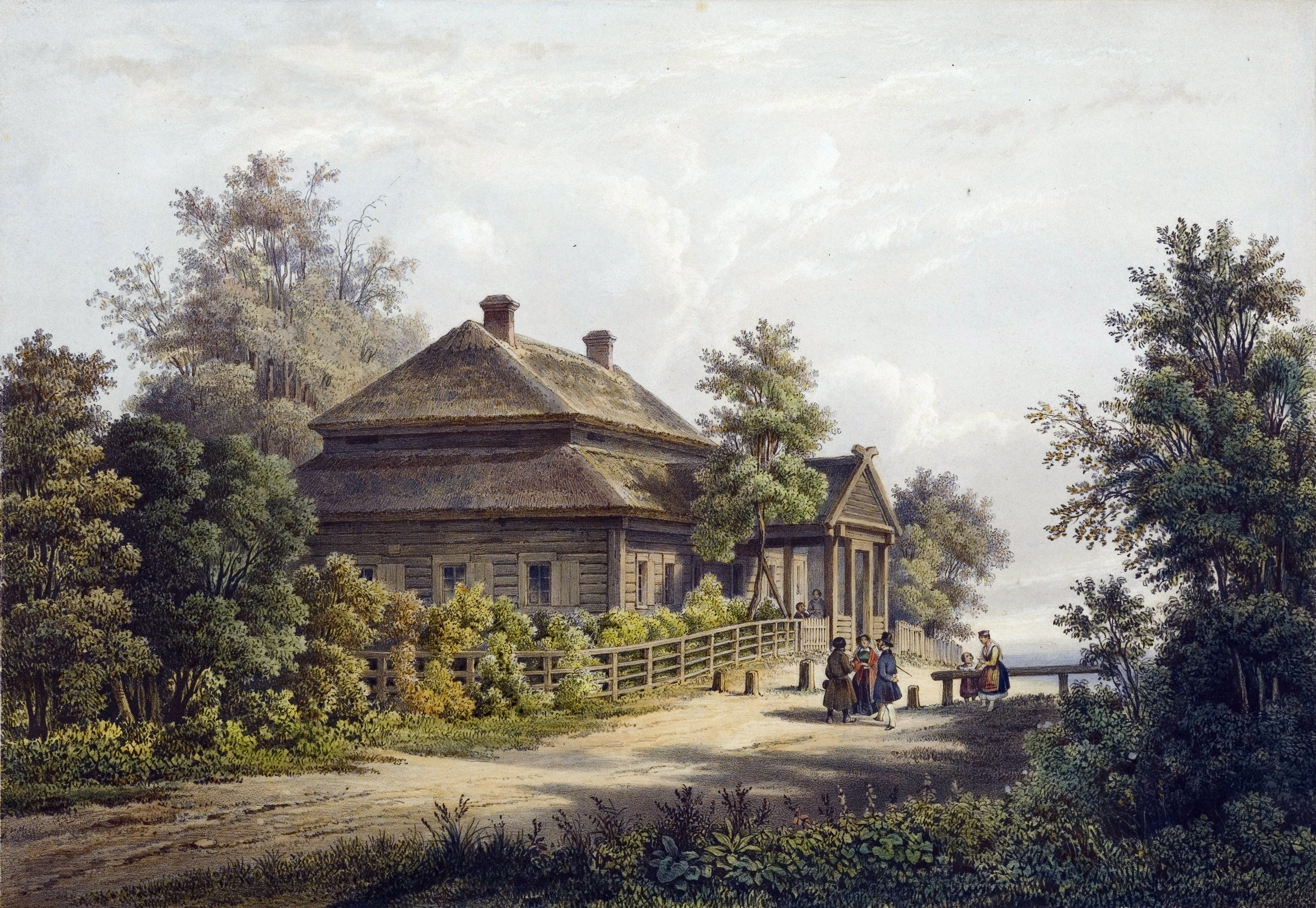
Conacul Mereczowszczyzna (1848)

Tadeusz a fost botezat în biserica catolică, primind astfel numele Andrzej, Tadeusz și Bonawentura. Familia din partea tatălui erau etnici lituaniano–ruteni și își avea originea în Konstanty Fiodorowicz Kostiuszko, un curtean al regelui polonez și marelui duce al Lituaniei⁠(d) Sigismund I cel Bătrân. Familia din partea mamei lui Kościuszko, familia Ratomski, era și ea ruteană.

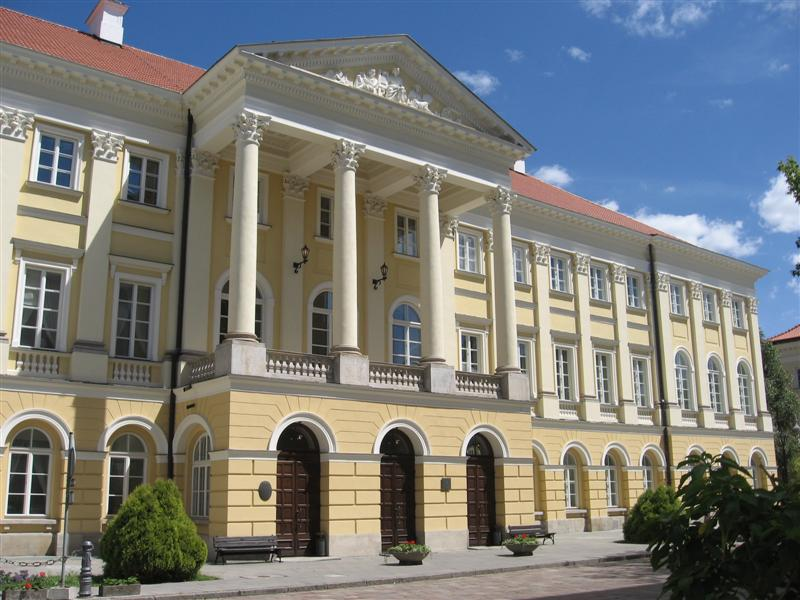
Palatul Kazimierz din Varșovia, unde Kościuszko a participat la

Scriitorii moderni din Belarus interpretează etnia rutenească sau lituaniană a familie sale ca fiind belarusă. El s-a descris odată drept litvin, un termen care desemna locuitorii Marelui Ducat al Lituaniei, în cadrul Uniunii Polono-Lituaniene. Scriitorii moderni litvini din Belarus interpretează litvin drept „belarus”, înainte ca cuvântul „belarus” să fi fost utilizat. Familia lui s-a polonizat⁠(d) încă din secolul al XVI-lea. La fel ca majoritatea nobilimii polono-lituaniene a vremii, familia Kościuszko vorbea poloneză și se identifica cu cultura poloneză.
În 1755, Kościuszko a început să urmeze școala în Lubieszów, dar nu a terminat niciodată din cauza problemelor financiare ale familiei sale de după moartea tatălui său în 1758. Regele polon Stanisław August Poniatowski a înființat un corp de cadeți⁠(d) (Korpus Kadetów) în 1765, la ceea ce este acum Universitatea din Varșovia, pentru a educa ofițerii militari și oficialii guvernamentali. Kościuszko s-a înrolat în corp la 18 decembrie 1765, probabil datorită susținerii financiare din partea familiei Czartoryski⁠(d). Școala punea accent pe disciplinele militare și artele liberale, și după absolvirea ei la 20 decembrie 1766, Kościuszko a fost promovat la gradul de chorąży⁠(d) (un grad militar aproximativ echivalent cu locotenentul modern). El a rămas ca student instructor și, până în 1768, a atins gradul de căpitan.

### Călătoriile prin Europa
În 1768, a izbucnit războiul civil în Uniunea Polono-Lituaniană, când Confederația de la Bar⁠(d) a încercat să-l detroneze pe regele Stanisław August Poniatowski. Unul dintre frații lui Kościuszko, Józef, a luptat de partea insurgenților. Confruntat cu o alegere dificilă între rebeli și susținătorii săi – regele și familia Czartoryski, care preferau o abordare graduală a renunțării la dominația rusească – Kościuszko a ales să părăsească Polonia. La sfârșitul anului 1769, el și un coleg, artistul Aleksander Orłowski, au primit burse regale; pe 5 octombrie s-au îmbarcat spre Paris. Ei doreau să-și continue studiile militare. Fiind străini, li s-a refuzat înscrierea în academiile militare franceze și, astfel, s-au înscris la Academia Regală de Pictură și Sculptură⁠(d). Acolo, Kościuszko și-a dezvoltat interesul pentru desen și pictură și a luat lecții private de arhitectură de la arhitectul Jean-Rodolphe Perronet⁠(d).
Kościuszko nu a renunțat la dezvoltarea cunoștințelor sale militare. A auditat prelegeri timp de cinci ani și a frecventat bibliotecile academiilor militare din Paris. Expunerea sa la iluminismul francez, împreună cu toleranța religioasă practicată în Uniunea Polono-Lituaniană, i-au influențat puternic cariera ulterioară. Teoria economică franceză a fiziocrației a lăsat o urmă deosebit de puternică asupra gândirii sale. El și-a dezvoltat și abilitățile artistice și, deși cariera sa avea să îl ducă într-o altă direcție, toată viața a continuat să deseneze și să picteze.
În prima împărțire a Uniunii Polono-Lituaniene din 1772, Rusia, Prusia și Austria au anexat zone mari din teritoriul Uniunii și au dobândit influență asupra politicii interne a acesteia. Când Kościuszko s-a întors acasă în 1774, a descoperit că fratele său Józef risipise cea mai mare parte a averii familiei și că nu era loc pentru el în armată, deoarece nu își putea permite să cumpere un post de ofițer. El a preluat funcția de profesor personal al familiei magnatului⁠(d), guvernatorului provincial (voievod) și hatmanului Józef Sylwester Sosnowski⁠(d) și s-a îndrăgostit de fiica guvernatorului, Ludwika⁠(d). Ei puneau la cale să fugă împreună, dar tentativa a fost zădărnicită de servitorii tatălui ei. Kościuszko a suferit o pedeapsă corporală din partea lor, eveniment care este posibil să fi dus la antipatia lui pentru distincțiile de clasă.
În toamna lui 1775 a emigrat pentru a-l evita pe Sosnowski și pe servitorii săi. La sfârșitul anului 1775, a încercat să se alăture armatei saxone, dar a fost respins și a decis să se întoarcă la Paris. Acolo a aflat despre izbucnirea Războiului de Independență al SUA, în care coloniile britanice din America de Nord se răsculaseră împotriva Coroanei Britanice și și-au început lupta pentru independență. Primele succese americane au fost mult mediatizate în Franța, iar poporul și guvernul francez susțineau în mod deschis cauza revoluționarilor.

## Războiul Revoluționar American
Când a aflat despre Revoluția Americană, Kościuszko, un om cu aspirații revoluționare, care simpatiza cu cauza americană și un susținător al drepturilor omului, a plecat pe mare spre America în iunie 1776 împreună cu alți ofițeri străini, probabil cu ajutorul unui alt susținător francez al revoluționarilor americani, Pierre Beaumarchais. La 30 august 1776, Kościuszko a depus o cerere la al Doilea Congres Continental. A fost repartizat în Armata Continentală a doua zi.

### Regiunea de nord

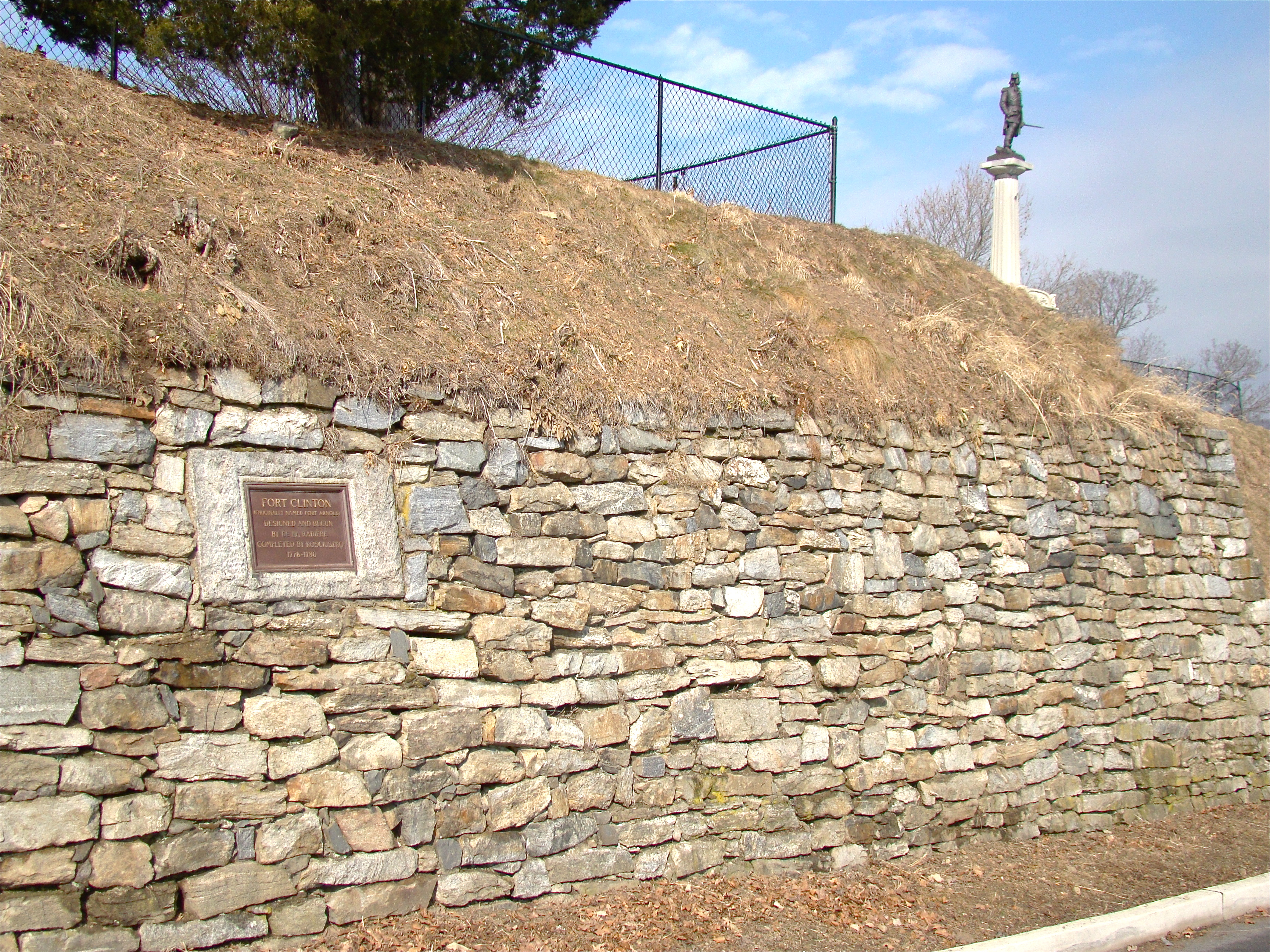
, fortificat de Kościuszko, a cărui statuie se vede în depărtare

Prima sarcină a lui Kościuszko a fost construirea de fortificații la Fort Billingsport⁠(d) din Paulsboro⁠(d), New Jersey, pentru a proteja malurile râului Delaware⁠(d) și pentru a preveni o posibilă înaintare britanică în susul râului până la Philadelphia. El a servit inițial ca voluntar în slujba lui Benjamin Franklin, dar la 18 octombrie 1776, Congresul l-a numit colonel de geniu în Armata Continentală.
În primăvara anului 1777, Kościuszko a fost atașat Armatei de Nord⁠(d) sub comanda generalului-maior⁠(d) Horatio Gates⁠(d), ajungând la granița Canada-SUA în mai 1777. Postat ulterior la Fort Ticonderoga, el a revizuit fortificațiile de la ceea ce fusese una dintre cele mai formidabile cetăți din America de Nord. Analizele sale l-au făcut să recomande cu tărie construirea unei baterii pe Sugar Loaf⁠(d), un punct înalt cu vedere la fort. Recomandarea sa prudentă, cu care colegii săi geniști au fost de acord, a fost respinsă de comandantul garnizoanei, generalul de brigadă Arthur St. Clair⁠(d).
Aceasta s-a dovedit o mare greșeală tactică: la sosirea armatei britanice sub comanda generalului John Burgoyne în iulie 1777, Burgoyne a făcut exact ceea ce Kościuszko avertizase, și i-a pus geniștii să plaseze artileria pe deal. Când s-au trezit că britanicii controlează complet zona înaltă, americanii și-au dat seama că situația lor era lipsită de speranță și au abandonat cetatea fără vreo salvă de tun trasă în asediul Fortului Ticonderoga⁠(d). Forța de înaintare britanică a lovit puternic pe urmele continentalilor depășiți și epuizați în timp ce fugeau spre sud. Generalul-maior Philip Schuyler⁠(d), disperat să pună distanță între oamenii săi și urmăritorii lor, i-a ordonat lui Kościuszko să întârzie inamicul. Kościuszko a conceput o soluție inginerească: oamenii săi au doborât copaci, au pus baraje pe pâraie și au distrus poduri și diguri⁠(d). Împovărați și cu uriașul lor traseu de aprovizionare, britanicii au început să se împotmolească, dându-le americanilor timpul necesar să se retragă în siguranță peste râul Hudson.
Gates l-a trimis pe Kościuszko să cerceteze teritoriul aflat între armatele opuse, pentru a alege poziția cea mai apărabilă și pentru a o întări. Găsind un astfel de loc lângă Saratoga⁠(d), cu vedere la Hudson la Bemis Heights, Kościuszko a amenajat o serie robustă de fortificații, aproape inexpugnabile. Judecata și atenția sa meticuloasă la detalii au frustrat atacurile britanice în timpul bătăliei de la Saratoga, iar Gates a acceptat capitularea forței lui Burgoyne acolo la 16 octombrie 1777. Armata britanică slăbită a suferit o înfrângere solidă, distrugându-i impulsul și trecând inițiativa în mâinile americanilor. Activitatea lui Kościuszko la Saratoga a primit mari laude de la Gates, care mai târziu avea să îi spună prietenului său, dr. Benjamin Rush⁠(d): „Marii tacticieni ai campaniei au fost dealurile și pădurile, pe care un tânăr inginer polonez a fost suficient de priceput să le aleagă pentru tabăra mea”.
La un moment dat în 1777, Kościuszko a compus o poloneză pentru clavecin. Numită după el și cu versuri de Rajnold Suchodolski⁠(d), ea a devenit mai târziu populară printre patrioții polonezi în timpul Răscoalei din Noiembrie 1830. În acea perioadă, lui Kościuszko i s-a atribuit o ordonață afro-americană, Agrippa Hull⁠(d), pe care l-a tratat ca pe un egal și un prieten.
În martie 1778, Kościuszko a sosit la West Point, New York, și a petrecut mai mult de doi ani întărind fortificațiile și îmbunătățind apărarea cetății. Generalul american Benedict Arnold a încercat după aceea să treacă de partea britanicilor. La scurt timp după ce Kościuszko a terminat de fortificat West Point, în august 1780, generalul George Washington a acceptat cererea lui Kościuszko de a se transfera la într-un post de combatant în Armata de Sud. Fortificațiile de la West Point ale lui Kościuszko au fost lăudate pe scară largă ca fiind inovatoare pentru acea vreme.

### Regiunea de sud

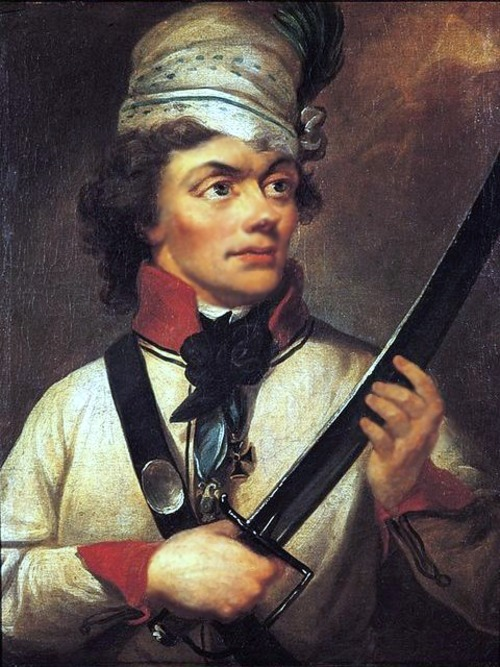
Portret de

După ce a călătorit spre sud prin Virginia rurală în octombrie 1780, Kościuszko a plecat în Carolina de Nord pentru a se prezenta la fostul său comandant, generalul Gates. După dezastruoasa înfrângere a lui Gates la Camden⁠(d), pe 16 august 1780, Congresul Continental s-a îndreptat spre propunerea lui Washington, generalul-maior Nathanael Greene⁠(d), pentru a-l înlocui pe Gates în funcția de comandant al Departamentului de Sud. Când Greene a preluat în mod oficial comanda pe 3 decembrie 1780, l-a păstrat pe Kościuszko pe post de comandant de geniu. Până atunci, el fusese lăudat atât de Gates, cât și de Greene.
În timpul acestei campanii, Kościuszko a fost pus la comanda construcției de Bateau⁠(d)-uri, amplasarea locației pentru tabere, căutarea de locuri de traversat râurile, fortificarea pozițiilor și dezvoltarea contactelor de informații. Multe dintre contribuțiile sale au fost esențiale în prevenirea distrugerii Armatei de Sud. S-a văzut aceasta mai ales în timpul „Cursei către Dan”, când generalul britanic Charles Cornwallis⁠(d) l-a urmărit pe Greene de-a lungul a 320 km de teren accidentat în ianuarie și februarie 1781. Mulțumită în mare parte unei combinații între tacticile lui Greene, bateau-urile lui Kościuszko și cercetarea precisă a râurilor din fața corpului principal, continentalii au traversat în siguranță fiecare râu, inclusiv Yadkin⁠(d) și Dan⁠(d). Cornwallis, neavând bărci și negăsind nicio modalitate de a traversa Danul umflat, a abandonat urmărirea și s-a retras în Carolina de Nord. Continentalii s-au regrupat la sud de Halifax, Virginia⁠(d), unde Kościuszko amenajase anterior, la cererea lui Greene, un depozit fortificat.
În timpul Cursei către Dan, Kościuszko a ajutat la alegerea locului unde Greene s-avea să se întoarcă în cele din urmă pentru a lupta cu Cornwallis la Guilford Courthouse⁠(d). Deși au fost învinși din punct de vedere tactic, americanii aproape că au distrus aproape lui Cornwallis ca forță de luptă eficientă și au câștigat un avantaj strategic permanent în sud. Astfel, când Greene și-a început recucerirea Carolinei de Sud în primăvara anului 1781, l-a chemat pe Kościuszko să se alăture corpului principal al Armatei de Sud. Forțele combinate ale miliției continentale și sudice i-au forțat treptat pe britanici să plece din zona rurală continentală spre porturile de coastă în a doua jumătate a anului 1781 și, pe 25 aprilie, Kościuszko a participat la a doua bătălie de la Camden⁠(d). La Ninety-Six⁠(d), Kościuszko a asediat Fortul Star⁠(d) din 22 mai până în 18 iunie. În timpul asediului nereușit, a suferit singura sa rănire în șapte ani de serviciu, o rană de baionetă în fese în timpul unui asalt al apărătorilor fortului asupra tranșeei pe care o construia.
Ulterior, Kościuszko a ajutat la fortificarea bazelor americane din Carolina de Nord, înainte de a lua parte la mai multe operațiuni mai mici în ultimul an de ostilități, hărțuind grupările britanice care căutau hrană lângă Charleston, Carolina de Sud. După moartea prietenului său, colonelul John Laurens⁠(d), Kościuszko s-a angajat în aceste operațiuni, preluând rețeaua de informații a lui Laurens din zonă. El a comandat două escadroane de cavalerie și o unitate de infanterie, iar ultima dată când a comandat o unitate pe câmpul de luptă s-a întâmplat la James Island, Carolina de Sud⁠(d), la 14 noiembrie 1782. În ceea ce a fost descris drept ultima acțiune armată a Armatei Continentale din război⁠(d), el era să fie ucis când mica sa forță a fost înfrântă. O lună mai târziu, s-a numărat printre trupele continentale care au reocupat Charlestonul în urma evacuării orașului de către britanici. Kościuszko și-a petrecut restul războiului acolo, organizând un foc de artificii la 23 aprilie 1783, pentru a sărbători semnarea Tratatului de la Paris la începutul acelei luni.

### Plecarea spre casă
Nefiind plătit deloc în cei șapte ani de serviciu, la sfârșitul lui mai 1783, Kościuszko a decis să încaseze salariul care i-a fost datorat. În acel an, i s-a cerut de către Congres să organizeze artificiile în timpul sărbătorilor de 4 Iulie de la Princeton, New Jersey. La 13 octombrie 1783, Congresul l-a promovat în gradul de general de brigadă, dar încă nu primise plata din urmă. Mulți alți ofițeri și soldați se aflau în aceeași situație. În timp ce își aștepta plata, neputând finanța o călătorie înapoi în Europa, la fel ca mulți alții, Kościuszko trăia din bani împrumutați de la bancherul polonez-evreu Haym Solomon⁠(d). În cele din urmă, a primit un certificat de 12.280 de dolari, la 6%, care urma să fie plătit la 1 ianuarie 1784 (echivalentul a ~323.000 USD, plătit în rate de ~19.400 USD pe lună în 2022) și dreptul la 500 acri (200 ha) de pământ, dar numai dacă alegea să se stabilească în Statele Unite. În iarna 1783–84, fostul său comandant, generalul Greene, l-a invitat pe Kościuszko să stea la conacul său. A fost ales membru al Societății din Cincinnati și în Societatea Filozofică Americană în 1785. În timpul Revoluției, Kościuszko purta o sabie spaniolă veche, pe care erau inscripționate cuvintele: „Nu mă trage fără motiv; nu mă înveli fără onoare.

## Uniunea Polono-Lituaniană
La 15 iulie 1784, Kościuszko a pornit spre Polonia, unde a ajuns pe 26 august. Din cauza unui conflict între susținătorii săi, familia Czartoryski⁠(d) și regele Stanisław August Poniatowski, Kościuszko nu a reușit nici de această dată să obțină o numire în Armata Uniunii. S-a stabilit la Siechnowicze. Fratele său Józef pierduse majoritatea pământurilor familiei din cauza investițiilor proaste, dar cu ajutorul surorii sale Anna, Kościuszko a recuperat o parte din pământ pentru el însuși. A decis să limiteze claca țăranilor săi (serviciul obligatoriu pentru stăpânul moșiei) la două zile pe săptămână și le-a scutit complet de clacă pe femei. Moșia lui a încetat curând să fie profitabilă și a început să intre în datorii. Nu l-a ajutat nici faptul că banii promiși de guvernul american – dobânda de întârziere a plății pentru cei șapte ani de serviciu militar – nu s-au mai materializat. Kościuszko a legat prietenii cu activiști liberali; Hugo Kołłątaj⁠(d) i-a oferit un post de lector la Universitatea Jagiellonă din Cracovia, pe care Kościuszko l-a refuzat.
În cele din urmă, Marele Sejm⁠(d) din 1788–1792 a introdus unele reforme, inclusiv o planificare a extinderii armatei pentru a apăra granițele Uniunii. Kościuszko a văzut șansa de a reveni la serviciul militar și a petrecut ceva timp la Varșovia, printre cei care s-au implicat în dezbaterile politice din afara Marelui Sejm. A scris o propunere de creare a unei forțe de miliție, pe model american. Pe măsură ce presiunea politică pentru ridicarea armatei a crescut, iar aliații politici ai lui Kosciuszko au câștigat influență asupra regelui, Kościuszko a solicitat din nou un post în armată și, la 12 octombrie 1789, a fost numit de rege general-maior, dar spre consternarea lui Kościuszko în armata Regatului Poloniei. A început să primească salariul mare de 12.000 de zloți pe an, care i-a pus capăt dificultăților financiare. La 1 februarie 1790, s-a prezentat la serviciu la Włocławek și a scris o scrisoare după câteva zile, spunând despre locuitorii de acolo că sunt „leneși” și „nepăsători”, spre deosebire de „lituanienii buni și economici” (înainte de Revolta din noiembrie 1830-31, belarușii actuali erau numiți lituanieni sau litvini, dar după revoltă rușii au interzis folosirea unor astfel de nume, aplicându-l doar samogiților⁠(d) pe principiul „slăbiți-i pe cei puternici, întăriți-i pe cei slabi” — mai multe despre aceasta în lucrările lui Timothy D. Snyder). În aceeași scrisoare, Kościuszko l-a implorat pe generalul Franciszek Ksawery Niesiołowski⁠(d) să-i acorde un transfer în armata Marelui Ducat al Lituaniei, dar dorințele nu i-au fost îndeplinite. În jurul verii, a comandat câteva unități de infanterie și cavalerie în regiunea dintre râurile Bug și Vistula. În august 1790 a fost detașat în Volânia, staționat lângă Starokosteantîniv și Międzyborze⁠(d). Prințul Józef Poniatowski, care era nepotul regelui, a recunoscut experiența superioară a lui Kościuszko și l-a adus alături să-i fie secund, lăsându-l la comandă atunci când era absent.
Între timp, Kościuszko a devenit mai strâns asociat cu reformatorii politici, împrietenindu-se cu Hugo Kołłątaj, Julian Ursyn Niemcewicz⁠(d) și alții. Kościuszko susținea că țăranii și evreii ar trebui să primească statutul de cetățeni cu drepturi depline, deoarece aceasta i-ar motiva să ajute la apărarea Poloniei în caz de război. Reformatorii politici grupați în Partidul Patriotic⁠(d) au obținut o victorie semnificativă prin adoptarea Constituției din 3 mai 1791. Kościuszko considera Constituția un pas în direcția corectă, dar a fost dezamăgit că menținea monarhia și nu făcea nimic pentru a îmbunătăți situația celor mai defavorizați, țăranii și evreii. Vecinii Uniunii au văzut reformele Constituției ca pe o amenințare la adresa influenței lor asupra afacerilor interne poloneze. La un an după adoptarea Constituției, la 14 mai 1792, magnații reacționari au format Confederația de la Targowica, care i-a cerut țarinei Ecaterina a II-a a Rusiei ajutor pentru răsturnarea Constituției. Patru zile mai târziu, la 18 mai 1792, o armată rusă de 100.000 de oameni a trecut granița poloneză, s-a îndreptat spre Varșovia, declanșând Războiul Ruso-Polon din 1792.

### Apărarea Constituției

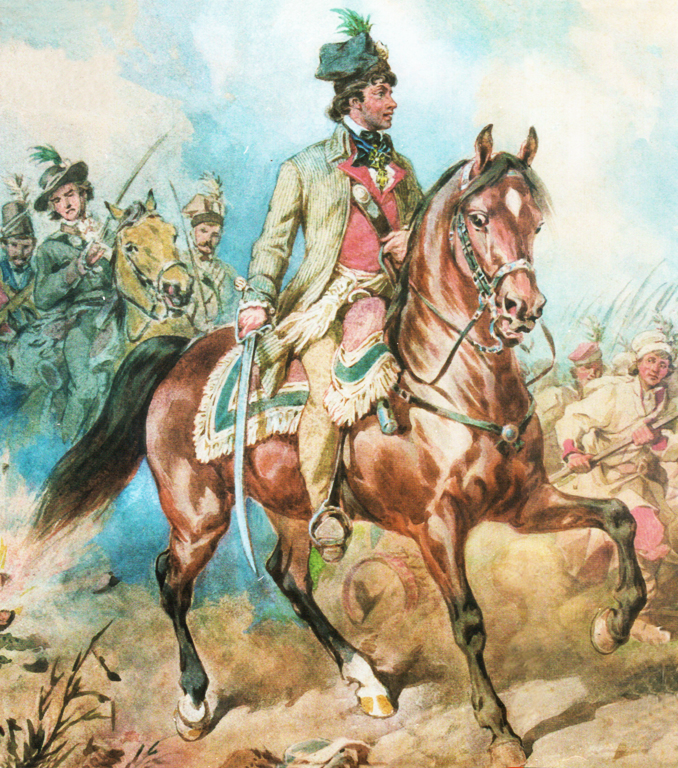
Kościuszko, de Juliusz Kossak

Rușii aveau un avantaj numeric de 3:1, cu aproximativ 98.000 de soldați împotriva a 37.000 de polonezi; aveau și un avantaj în experiența de luptă. Înainte de invazia rusă, Kościuszko fusese numit comandant adjunct al diviziei de infanterie a prințului Józef Poniatowski, staționată în Ucraina de Vest. Când prințul a devenit comandant al întregii armate (a coroanei) poloneze la 3 mai 1792, Kościuszko a primit comanda unei divizii de lângă Kiev.
Rușii au atacat pe un front larg cu trei armate. Kościuszko a propus ca întreaga armată poloneză să fie concentrată și să angajeze una dintre armatele ruse, pentru a asigura paritatea numerică și pentru a ridica moralul celor mai neexperimentate forțe poloneze cu o victorie rapidă; dar Poniatowski a respins acest plan. La 22 mai 1792, forțele ruse au trecut granița în Ucraina, unde erau staționați Kościuszko și Poniatowski. Armata Coroanei a fost considerată prea slabă pentru a se opune celor patru coloane inamice care înaintau în Ucraina de Vest și a început o retragere cu lupte pe malul vestic al Bugului de Sud, cu Kościuszko comandând ariergarda.  Pe 18 iunie, Poniatowski a câștigat bătălia de la Zieleńce⁠(d); divizia lui Kościuszko, aflată în serviciu de ariergardă detașată, nu a luat parte la luptă și s-a alăturat armatei principale abia la căderea nopții; cu toate acestea, protecția sârguincioasă a spatelui și a flancurilor armatei principale i-a adus nou înființata distincție Virtuti Militari, până în prezent cea mai înaltă decorație militară a Poloniei. (Storożyński, totuși, afirmă că Kościuszko a primit Virtuti Militari pentru victoria sa ulterioară, din 18 iulie, la Dubienka⁠(d).) Retragerea polonezilor a continuat, iar pe 7 iulie forțele lui Kościuszko au purtat o bătălie întârziată împotriva rușilor la Volodîmîr-Volînskîi (bătălia de la Włodzimierz). La sosirea la râul Bug de Nord, armata poloneză a fost împărțită în trei divizii pentru a menține linia defensivă a râului — slăbind punctul de superioritate numerică al polonezilor, în ciuda recomandării lui Kościuszko de a avea o singură armată puternică și concentrată.
Forța lui Kościuszko a fost desemnată să protejeze flancul sudic al frontului, ajungând până la granița cu Austria. În bătălia de la Dubienka⁠(d) (18 iulie 1792), Kościuszko a respins un inamic superior numeric, folosind cu pricepere obstacolele de teren și fortificațiile de câmp și a ajuns să fie considerat unul dintre cei mai străluciți comandanți militari ai Poloniei din acea epocă. Cu aproximativ 5.300 de oameni, el a învins 25.000 de ruși conduși de generalul Mihail Kahovski. În ciuda victoriei tactice, Kościuszko a trebuit să se retragă de la Dubienka, pe măsură ce rușii au trecut granița cu Austria din apropiere și au început să-și flancheze pozițiile.
După bătălie, regele Stanisław August Poniatowski l-a promovat pe Kościuszko la gradul de general-locotenent și l-a distins cu Ordinul Vulturului Alb, dar Kościuszko, republican convins, nu a acceptat o onoare regală. Vestea victoriei lui Kościuszko s-a răspândit în Europa, iar la 26 august a primit cetățenia de onoare a Franței din partea Adunării Legislative a Franței revoluționare. În timp ce Kościuszko a considerat că rezultatul războiului este încă nerezolvat, regele a cerut o încetare a focului. La 24 iulie 1792, înainte ca Kościuszko să fi primit promovarea la gradul de general-locotenent, regele a surprins armata anunțând aderarea sa la Confederația de la Targowica și a ordonat trupelor polono-lituaniene să înceteze ostilitățile împotriva rușilor. Kościuszko s-a gândit să-l răpească pe rege, așa cum făcuseră confederații de la Bar⁠(d) cu două decenii în urmă, în 1771, dar a fost descurajat de prințul Józef Poniatowski. La 30 august, Kościuszko a demisionat din postul său din armată și s-a întors pentru scurt timp la Varșovia, unde și-a primit promovarea și solda, dar a refuzat cererea regelui de a rămâne în armată. În acea perioadă, el s-a îmbolnăvit și de icter.

## Exilul

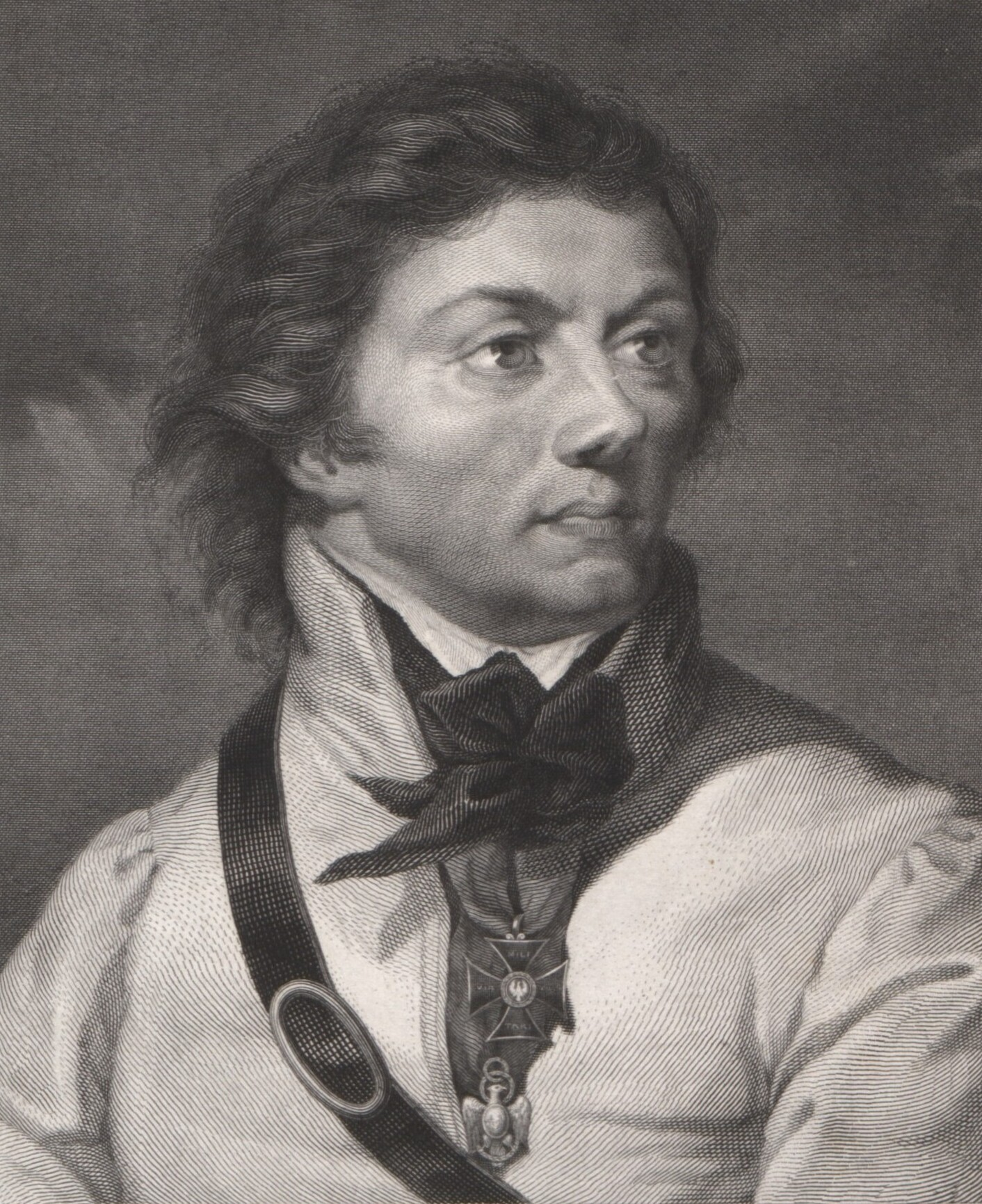
Kościuszko purtând Virtuti Militari și, dedesubt, Vulturul Societății Cincinnati

Capitularea regelui a fost o lovitură grea pentru Kościuszko, care nu pierduse nicio bătălie în toată campania. La jumătatea lui septembrie 1792, se resemnase cu gândul că va trebui să părăsească țara, iar la începutul lunii octombrie, a plecat din Varșovia. Mai întâi, a mers spre est, la conacul familiei Czartoryski de la Sieniawa, unde se adunaseră diverși nemulțumiți. La mijlocul lunii noiembrie, a petrecut două săptămâni la Lwów, unde a fost primit cu entuziasm de către populație. De la sfârșitul războiului, prezența lui a atras mulțimi dornice să-l vadă pe faimosul comandant. Izabela Czartoryska⁠(d) a discutat cu el posibilitatea unei căsătorii cu fiica ei Zofia⁠(d). Rușii plănuiau să-l aresteze dacă se întoarce pe teritoriul aflat sub controlul lor; austriecii, care ocupaseră Lwówul⁠(d), i-au oferit un post în armata austriacă, pe care l-a refuzat. Ulterior, și ei au plănuit să-l deporteze, dar el a părăsit Lwówul înainte ca ei să poată face acest lucru. La sfârșitul lunii, s-a oprit în Zamość, la moșia familiei Zamoyski⁠(d), l-a întâlnit pe Stanisław Staszic, apoi a mers la Puławy.
Nici acolo nu a zăbovit mult: în perioada 12–13 decembrie, a fost la Cracovia; pe 17 decembrie, la Wrocław; și la scurt timp după aceea, s-a stabilit la Leipzig, unde mulți soldați și politicieni polonezi de seamă au format o comunitate de diaspora. Curând, el și alții au început să pună la cale o revoltă împotriva stăpânirii rusești în Polonia. Politicienii, grupați în jurul lui Ignacy Potocki⁠(d) și Hugo Kołłątaj, au căutat contacte cu grupuri similare de opoziție din Polonia și, până în primăvara anului 1793, li s-au alăturat alți politicieni și revoluționari, inclusiv Ignacy Działyński⁠(d). În timp ce Kołłątaj și alții începuseră să planifice o revoltă înainte ca Kościuszko să li se alăture, sprijinul său a fost un avantaj semnificativ pentru ei, deoarece el era printre cei mai faimoși indivizi din Polonia. După două săptămâni la Leipzig, înainte de a doua săptămână din ianuarie 1793, Kościuszko a plecat la Paris, unde a încercat să obțină sprijinul francez pentru planurile de răscoală din Polonia. A rămas acolo până vara, dar în ciuda influenței revoluționare tot mai mari, francezii au făcut doar promisiuni nesusținute cauzei poloneze și au refuzat să se angajeze în ceva concret. Kościuszko a concluzionat că autoritățile franceze nu erau interesate de Polonia dincolo de utilitatea acesteia pentru cauza lor și a fost din ce în ce mai dezamăgit de meschinăria Revoluției Franceze — luptele intestine dintre diferitele facțiuni și creșterea domniei terorii.
La 23 ianuarie 1793, Prusia și Rusia au semnat a doua divizare a Poloniei. Sejmul de la Grodno⁠(d), reunit sub constrângere în iunie, a ratificat împărțirea și a fost obligat și să abroge Constituția din 3 mai 1791. Odată cu a doua împărțire, Polonia a devenit o țară mică, de aproximativ 20.000 km² și cu o populație de aproximativ 4 milioane de locuitori. Acest lucru a fost un șoc pentru Confederații de la Targowica, care se consideraseră apărători ai vechilor privilegii seculare ale magnaților, dar care nu se așteptau ca apelul lor de ajutor către țarina Rusiei să le reducă și să slăbească și mai mult țara.
În august 1793, deși îngrijorat că o răscoală ar avea puține șanse împotriva celor trei puteri care divizaseră Polonia, Kościuszko s-a întors la Leipzig, unde i s-a cerut să înceapă să pună una la cale cât mai curând posibil. În septembrie, el a trecut clandestin granița în Polonia pentru a efectua observații personale și a se întâlni cu ofițeri de rang înalt din rămășița armatei poloneze, inclusiv cu generalul Józef Wodzicki. Pregătirile au mers încet, iar el a plecat în Italia, plănuind să se întoarcă în februarie 1794. Cu toate acestea, situația din Polonia se schimba rapid. Guvernele rus și prusac au forțat Polonia să desființeze din nou cea mai mare parte a armatei sale, iar unitățile reduse urmau să fie încorporate în armata rusă. În martie, agenții țariști i-au descoperit pe revoluționarii din Varșovia și au început să aresteze principalii politicieni și comandanți militari polonezi. Kościuszko a fost forțat să-și execute planul mai devreme decât intenționase și, la 15 martie 1794, a pornit spre Cracovia.

## Răscoala lui Kościuszko

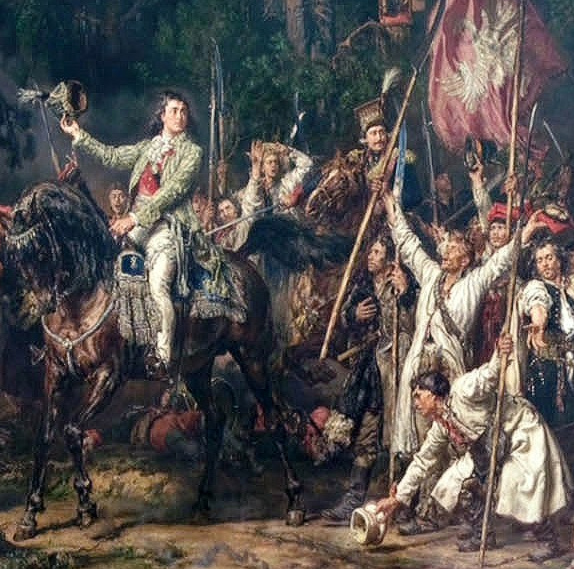
Kościuszko și țăranii săi înarmați cu coase, din ' a lui Matejko

Aflând că garnizoana rusă a plecat din Cracovia, Kościuszko a intrat în oraș în noaptea de 23 martie 1794. A doua zi dimineață, în Piața Principală, el a anunțat răscoala. Kościuszko a primit titlul de Naczelnik (conducător) al forțelor polono-lituaniene care luptau împotriva ocupației rusești.
Kościuszko a adunat o armată de aproximativ 6.000 de oameni, inclusiv 4.000 de soldați din trupele regulate și 2.000 de recruți, și a mărșăluit spre Varșovia. Rușii au reușit să organizeze o armată care să i se opună mai repede decât se așteptase. Totuși, el a obținut o victorie la Racławice⁠(d) pe 4 aprilie 1794, unde a schimbat soarta luptei conducând personal o șarjă de infanterie formată din voluntari țărani (kosynierzy⁠(d), cosași). Cu toate acestea, această înfrângere a Rusiei nu a fost semnificativă din punct de vedere strategic, iar forțele ruse l-au forțat rapid pe Kościuszko să se retragă spre Cracovia. Lângă Połaniec a primit întăriri și s-a întâlnit cu alți lideri ai Răscoalei (Kołłątaj, Potocki); la Połaniec a emis o declarație politică majoră a Răscoalei, Proclamația de la Połaniec⁠(d). Proclamația declara că iobagii trebuia să primească drepturi civile și o reducere a obligațiilor în muncă. Între timp, rușii au pus o recompensă pentru capturarea lui Kościuszko, „viu sau mort”.
Până în iunie, prusacii începuseră să-i ajute activ pe ruși, iar pe 6 iunie 1794, Kościuszko a ajuns să ducă o luptă defensivă împotriva unei forțe ruso-prusace la Szczekociny⁠(d). De la sfârșitul lunii iunie, timp de câteva săptămâni, a apărat Varșovia⁠(d), controlată de insurgenți. La 28 iunie, o mulțime de insurgenți din Varșovia l-au capturat și spânzurat pe episcopul Ignacy Massalski⁠(d) și pe alți șase oameni. Kościuszko a emis un reproș public, scriind: „ceea ce s-a întâmplat ieri la Varșovia mi-a umplut inima de amărăciune și durere”, și a cerut ca statul de drept să fie respectat, ceea ce i s-a promis. Până în dimineața zilei de 6 septembrie, forțele prusace au fost retrase pentru a suprima o răscoală în curs de desfășurare în Polonia Mare, asediul Varșoviei a fost ridicat. Pe 10 octombrie, în timpul unei ieșiri în fața unui nou atac rusesc, Kościuszko a fost rănit și luat prizonier la Maciejowice⁠(d). A fost încarcerat de ruși la Sankt Petersburg în Cetatea Petru și Pavel. Curând după aceea, răscoala s-a încheiat cu bătălia de la Praga⁠(d), unde, potrivit unui martor rus contemporan, trupele rusești au masacrat 20.000 de locuitori din Varșovia. A urmat a treia împărțire a Poloniei⁠(d), care a pus capăt existenței unui stat suveran polono-lituanian pentru următorii 123 de ani.

## Viața ulterioară

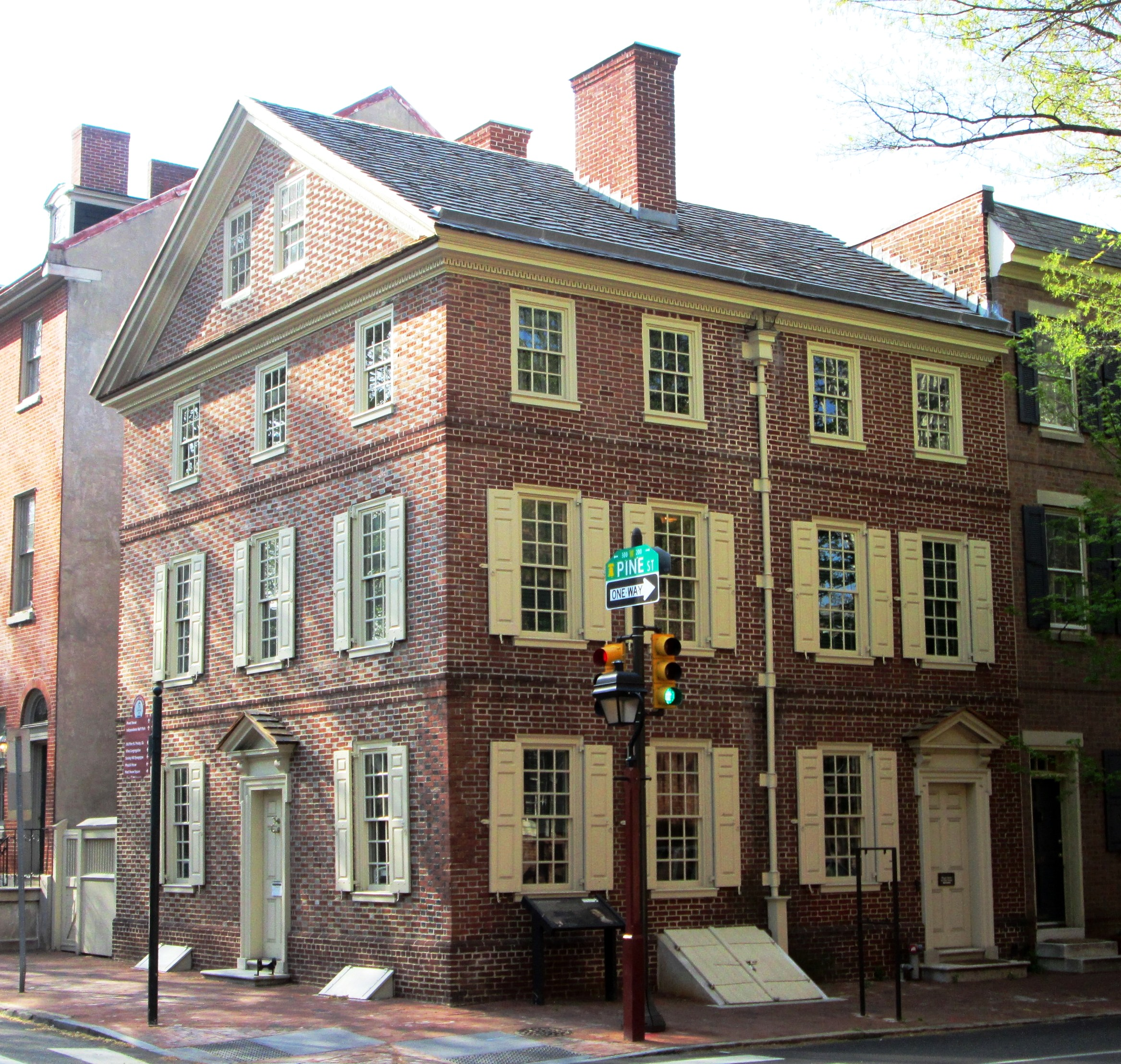
unde a stat Kościuszko în 1797

Moartea țarinei⁠(d) Ecaterina cea Mare la 17 noiembrie 1796 a dus la o schimbare a politicii Rusiei față de Polonia. La 28 noiembrie, țarul Pavel I, care o detestase pe Ecaterina, l-a grațiat pe Kościuszko și l-a eliberat după ce acesta a depus un jurământ de credință⁠(d). Pavel a promis că va elibera toți deținuții politici polonezi ținuți în închisorile rusești și deportați forțat în Siberia. Țarul i-a dat lui Kościuszko 12.000 de ruble, pe care polonezul mai târziu, în 1798, a încercat să le restituie, când a și retractat jurământul.
Kościuszko a plecat în Statele Unite, prin Stockholm, Suedia și apoi Londra, debarcând din Bristol pe 17 iunie 1797 și sosind în Philadelphia pe 18 august. Deși primit cu simpatie de către populație, el a fost privit cu suspiciune de guvernul american, controlat de federaliști, care nu avea încredere în Kościuszko deoarece anterior el fusese asociat Partidului Democrat-Republican.
În martie 1798, Kościuszko a primit un pachet de scrisori din Europa. Una dintre ele i-a dat o veste care l-a suprins și l-a făcut să se ridice de pe canapea, deși încă rănit, să se deplaseze  șchiopătând neasistat până în mijlocul camerei și să-i exclame generalului Anthony Walton White⁠(d): „Trebuie să mă întorc imediat în Europa!" Scrisoarea în cauză conținea vestea că generalul polonez Jan Henryk Dąbrowski și soldații polonezi luptau în Franța sub comanda lui Napoleon și că sora lui Kościuszko și-a trimis cei doi nepoți în numele lui Kościuszko să servească în rândurile lui Napoleon. În acea perioadă, Kościuszko a primit și vestea că Talleyrand căuta aprobarea morală și publică a lui Kościuszko pentru lupta francezilor împotriva unuia dintre partiționarii Poloniei, Prusia.
Chemarea familiei și a țării l-a atras pe Kościuszko înapoi în Europa. El l-a consultat imediat pe vicepreședintele Statelor Unite ale Americii, Thomas Jefferson, care i-a procurat un pașaport sub un nume fals și i-a aranjat plecarea secretă în Franța. Kościuszko nu a lăsat niciun cuvânt nici pentru Julian Ursyn Niemcewicz, fostul său tovarăș de arme și coleg de prizonier din Sankt Petersburg, nici pentru servitorul său, lăsându-le doar niște bani.
Alți factori au contribuit la decizia lui de a pleca. Legăturile sale din Franța îl făceau vulnerabil la deportare sau la închisoare în conformitate cu prevederile legilor privind străinii. Jefferson era îngrijorat de faptul că SUA și Franța erau în pragul războiului după Afacerea XYZ⁠(d) și îl considera un trimis informal. Kościuszko a scris mai târziu: „Jefferson a considerat că aș fi cel mai eficient intermediar în a ajunge la un acord cu Franța, așa că am acceptat misiunea chiar dacă fără nicio autorizație oficială”.

### Aranjamentele cu proprietățile americane
Înainte de a pleca în Franța, Kościuszko și-a încasat plata din urmă, a scris un testament și l-a încredințat lui Jefferson ca executor. Kościuszko și Jefferson deveniseră prieteni apropiați până în 1797 și apoi au corespondat timp de douăzeci de ani într-un spirit de admirație reciprocă. Jefferson a scris că „El este cel mai pur fiu al libertății pe care l-am cunoscut eu vreodată”. În testament, Kościuszko a lăsat dispoziții ca moșia americană să fie vândută pentru a cumpăra libertatea sclavilor negri, inclusiv celor ai lui Jefferson, și pentru a-i educa pentru viață și muncă independentă.
La câțiva ani după moartea lui Kościuszko, Jefferson, în vârstă de 77 de ani, și-a declarat incapacitatea de a acționa ca executor din cauza vârstei și a numeroaselor complexități juridice ale testamentului, care a fost blocat în instanțe până în 1856. Jefferson l-a recomandat drept executor pe prietenul său John Hartwell Cocke⁠(d), care era și el un adversar al sclaviei, dar Cocke a refuzat și el să execute testamentul.
Cazul proprietăților lui Kościuszko din America a ajuns la Curtea Supremă a SUA de trei ori. Kościuszko făcuse patru testamente, dintre care trei postdatate față de cel american.
Niciunul din banii pe care Kościuszko îi alocase pentru manumisiunea⁠(d) și educarea afro-americanilor din Statele Unite nu a fost folosit vreodată în acest scop. Deși testamentul american nu a fost niciodată executat așa cum a fost el scris, moștenirea sa a fost folosită pentru a fonda un institut de învățământ la Newark, New Jersey, în 1826, pentru afro-americanii din Statele Unite. Insititutul a fost numit după Kościuszko.

### Întoarcerea în Europa

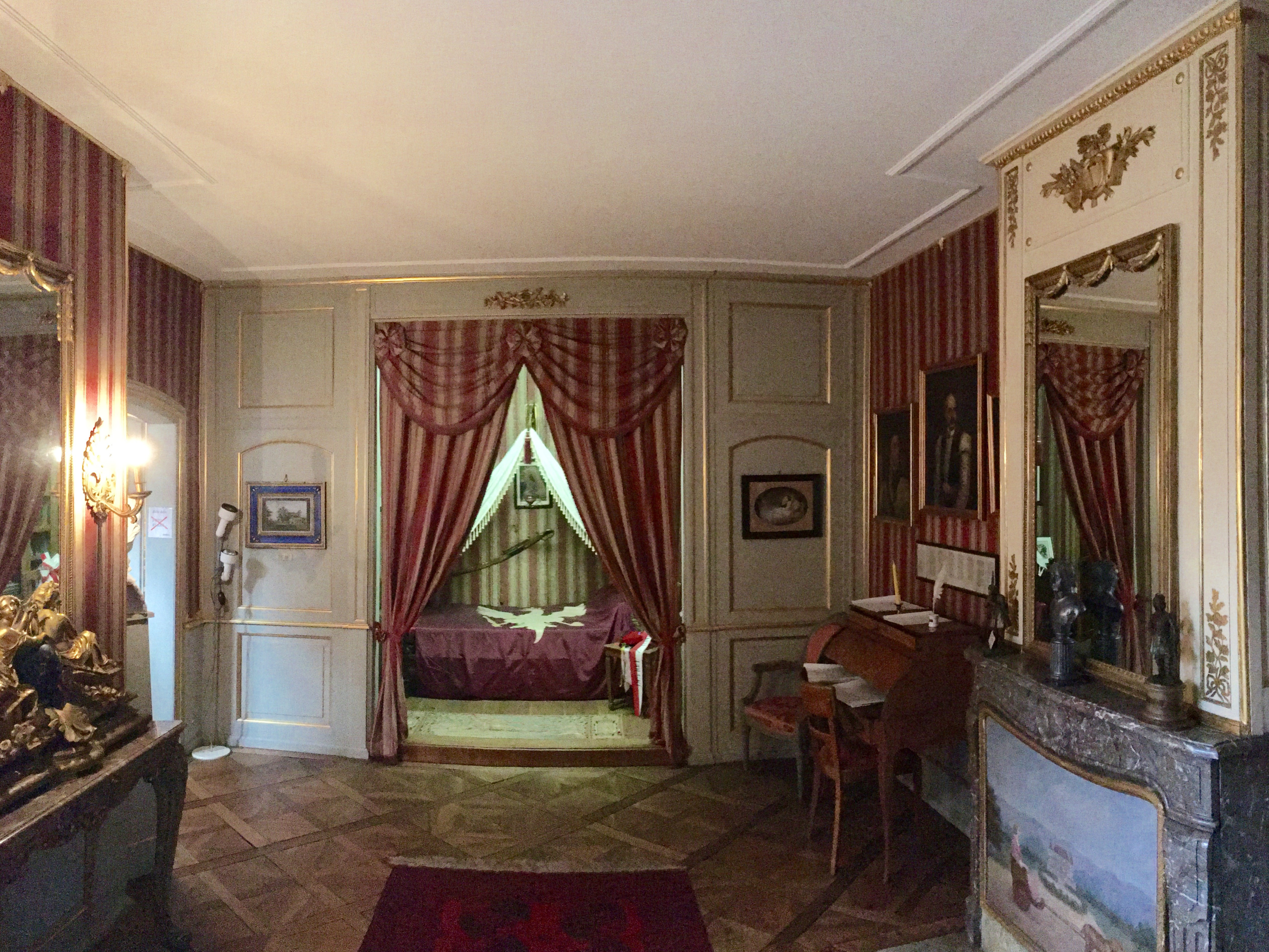
Ultima reședință a lui Kościuszko, la Solothurn, Elveția, unde a murit

Kościuszko a sosit în Bayonne, Franța, la 28 iunie 1798. Până atunci, planurile lui Talleyrand se schimbaseră și nu-l mai includeau. Kościuszko a rămas activ politic în cercurile emigranților polonezi din Franța, iar la 7 august 1799, s-a alăturat Societății Republicanilor Polonezi (Towarzystwo Republikanów Polskich). Kościuszko a refuzat comanda oferită de Legiunile Poloneze⁠(d) în curs de formare pentru a lupta de partea Franței. La 17 octombrie și 6 noiembrie 1799, s-a întâlnit cu Napoleon Bonaparte. Nu a reușit să ajungă la un acord cu generalul francez, care îl considera pe Kościuszko un „nerod” care „își supraestimează influența” în Polonia. Lui Kościuszko îi displăcea Napoleon pentru aspirațiile sale dictatoriale și l-a numit „cioclul Republicii [franceze]”. În 1807, Kościuszko s-a stabilit în château de Berville, lângă La Genevraye⁠(d), distanțându-se de viața politică.
Kościuszko nu credea că Napoleon va restaura Polonia sub nicio formă durabilă. Când forțele lui Napoleon s-au apropiat de granițele Poloniei, Kościuszko i-a scris o scrisoare, cerând garanții de democrație parlamentară și granițe naționale substanțiale, pe care Napoleon le-a ignorat. Kościuszko a concluzionat că Napoleon a creat Ducatul Varșoviei în 1807 doar pentru a-și ușura viața, nu pentru că ar sprijini suveranitatea poloneză. În consecință, Kościuszko nu s-a mutat în Ducatul Varșoviei și nici nu s-a alăturat noii Armate a Ducatului⁠(d), aliată cu Napoleon.
După căderea lui Napoleon, s-a întâlnit cu țarul rus Alexandru I, la Paris și apoi la Braunau, Elveția⁠(d). Țarul spera că Kościuszko ar putea fi convins să se întoarcă în Polonia, unde țarul plănuia să creeze un nou stat polonez, aliat cu rușii (Regatul Congresului). În schimbul serviciilor sale potențiale, Kościuszko a cerut reforme sociale și restaurarea teritoriului, care își dorea să se întindă până la râurile Dvina și Nipru la est. Cu toate acestea, la scurt timp după aceea, la Viena, Kościuszko a aflat că Regatul Poloniei care urma să fie creat de țar va fi chiar mai mic decât Ducatul Varșoviei. Kościuszko a spus că o astfel de entitate este „o glumă”.
La 2 aprilie 1817, Kościuszko i-a emancipat pe țăranii de pe moșiile pe care le mai deținea în Polonia, dar țarul Alexandru i-a respins acțiunea. Suferind de la vechile răni și cu o sănătate precară, Kościuszko a murit în Solothurn la vârsta de 71 de ani, după ce a căzut de pe un cal, a făcut febră și a suferit un accident vascular cerebral câteva zile mai târziu, pe 15 octombrie 1817.

## Funeraliile

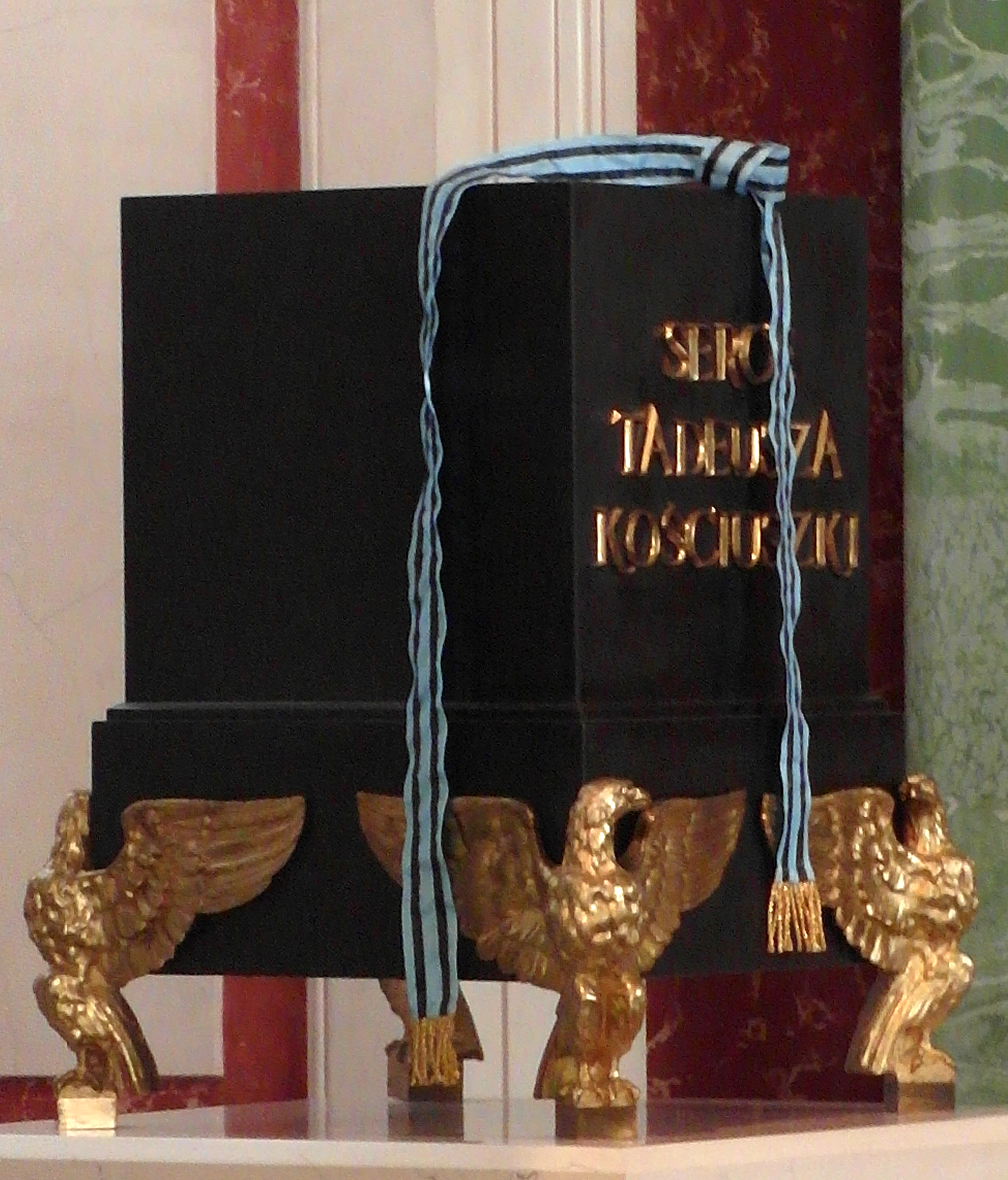
Inima lui Kościuszko, Castelul Regal, Varșovia

Prima înmormântare a lui Kościuszko a avut loc la 19 octombrie 1817, la o fostă biserică iezuită din Solothurn. Pe măsură ce vestea morții lui s-a răspândit, în Polonia împărțită s-au ținut liturghii și slujbe de pomenire. Trupul său îmbălsămat a fost depus într-o criptă⁠(d) a bisericii din Solothurn. În 1818, trupul lui Kościuszko a fost transferat la Cracovia, ajungând la Biserica Sf. Florian⁠(d) pe 11 aprilie 1818. La 22 iunie 1818,  sau 23 iunie 1819 (relatările variază), la sunetul clopotului lui Sigismund și în salve de tun, a fost plasat într-o criptă de la Catedrala Wawel, un panteon⁠(d) al regilor și eroilor naționali⁠(d) polonezi.

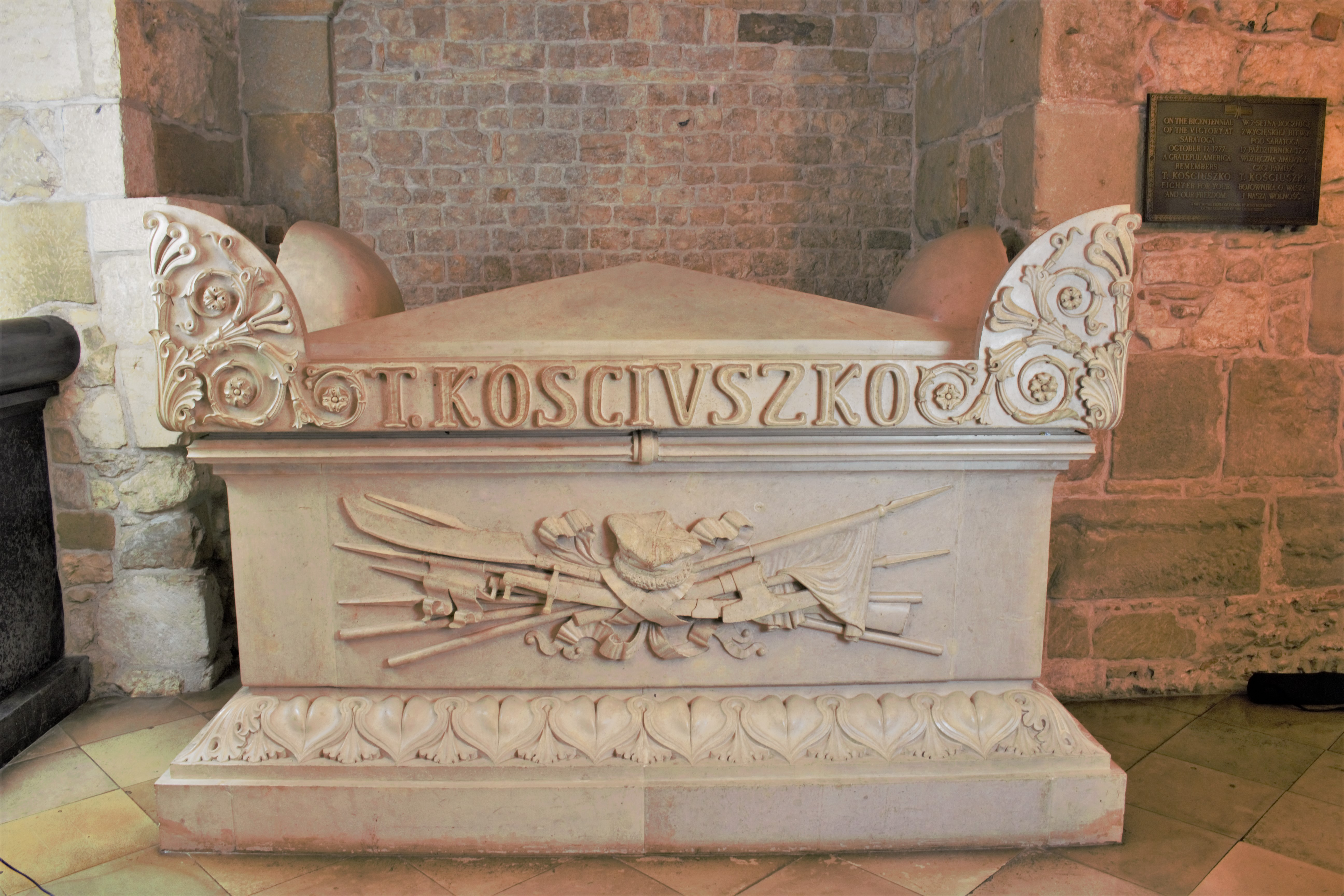
Sarcofagul lui Kościuszko de la Catedrala Wawel

Organele interne ale lui Kościuszko, care au fost îndepărtate în procesul îmbălsămării, au fost îngropate separat într-un cimitir din Zuchwil⁠(d), lângă Solothurn și au rămas acolo până astăzi; o piatră memorială mare a fost ridicată în 1820, lângă o capelă memorială poloneză. Cu toate acestea, inima lui nu a fost îngropată cu celelalte organe, ci păstrată într-o urnă⁠(d) la Muzeul Polonez⁠(d) din Rapperswil, Elveția. Inima, împreună cu restul bunurilor muzeului, au fost repatriate la Varșovia în 1927, unde inima se află acum într-o capelă de la Castelul Regal.

## Memoriale și omagii

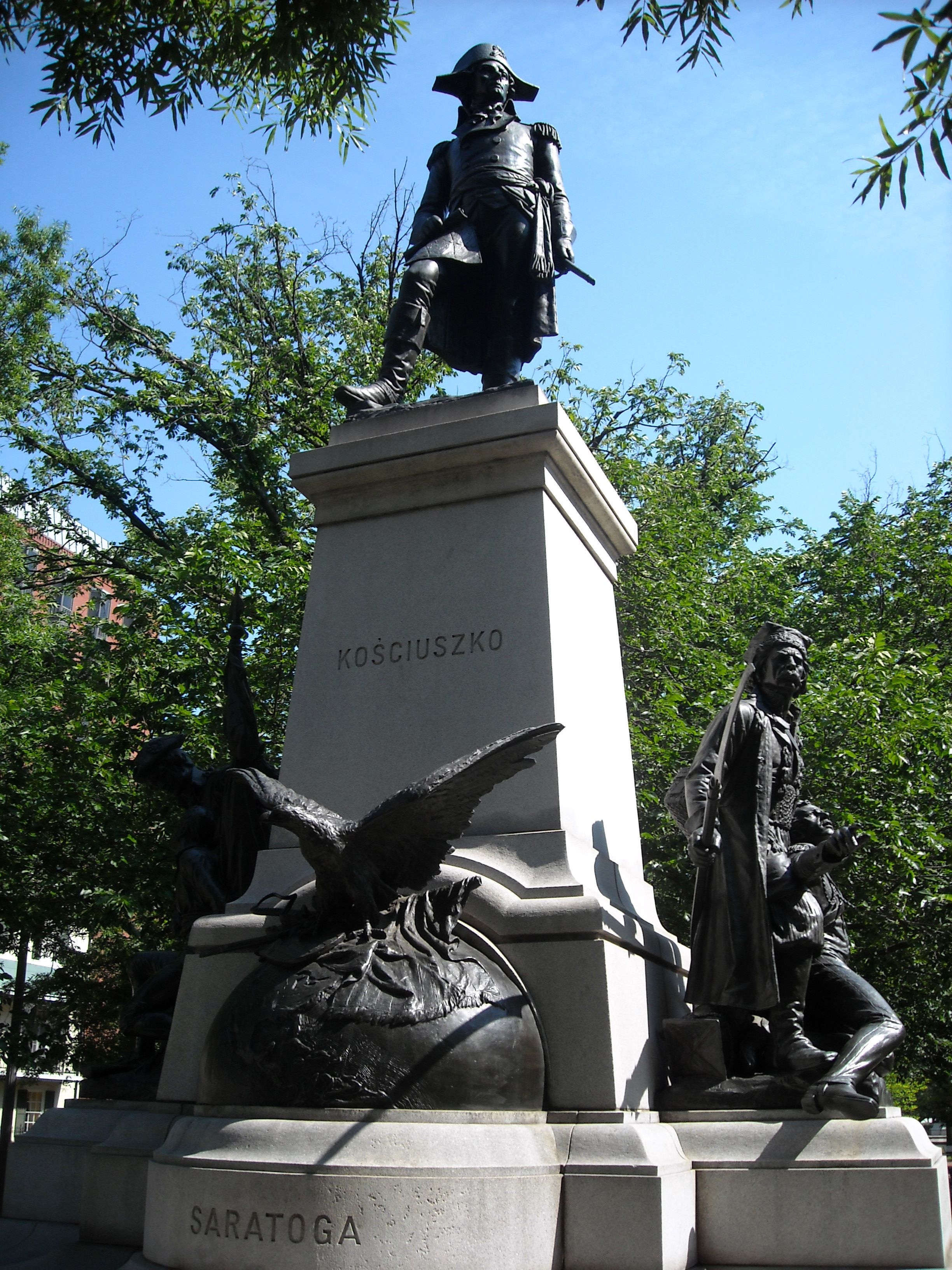
Statuia lui Kosciuszko din parcul Lafayette, Washington, DC

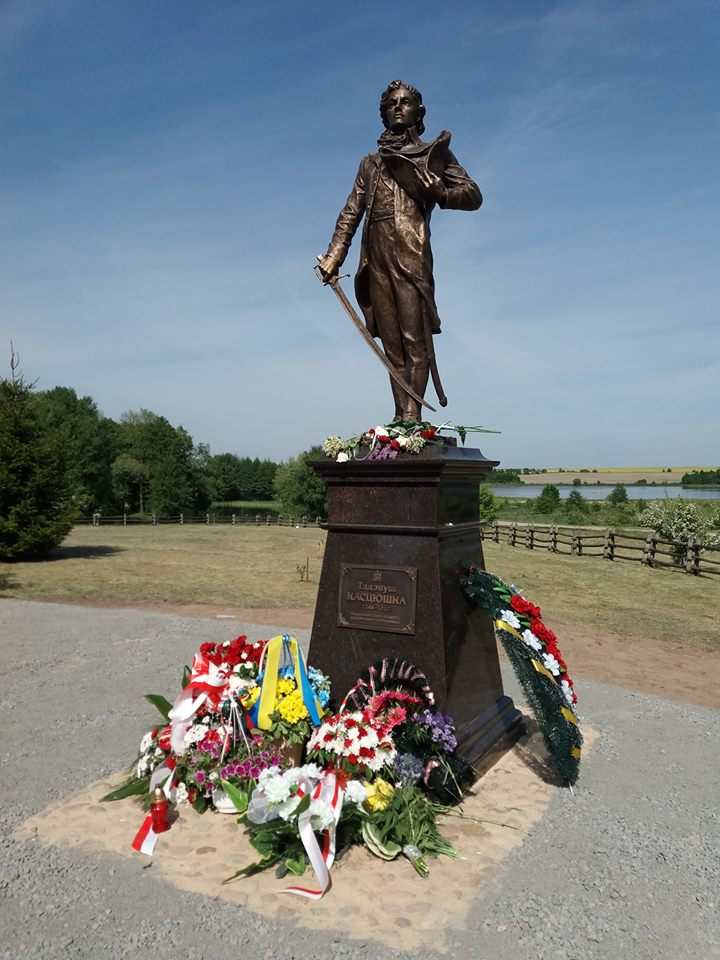
Monumentul lui Kosciuszko din, Belarus

Este proclamat și revendicat ca erou național al Poloniei, Statelor Unite ale Americii, Belarusului și Lituaniei.
Istoricul polonez Stanisław Herbst⁠(d) afirmă în Dicționarul biografic polonez⁠(d) din 1967 că Kościuszko ar putea fi cel mai popular polonez din Polonia și din lume. Există monumente ale lui în întreaga lume, începând cu Movila Kościuszko⁠(d) de la Cracovia, ridicată în 1820–23 de bărbați, femei și copii care aduceau pământ de pe câmpurile de luptă pe care a luptat. Podul Thaddeus Kosciusko⁠(d), o structură de pod dublu peste râul Mohawk din Albany, New York, finalizat în 1959, și Podul Kosciuszko⁠(d), construit în 1939 în New York City, au fost numite în onoarea lui Kościuszko. Podul din New York a fost parțial înlocuit în aprilie 2017 cu un nou pod cu același nume, și un pod suplimentar care a fost deschis în august 2019. O placă comemorativă dedicată lui Tadeusz Kosciuszko a fost amplasată pe podul nou construit în octombrie 2022 de către fundația poloneză „Będziem Polakami” („Vom fi polonezi”) împreună cu Fundația Dobra Polska Szkoła din New York, cu sprijin financiar din partea guvernului polonez.
Reședința lui Kościuszko din 1796 din Philadelphia este acum Memorialul Național Thaddeus Kosciuszko⁠(d), cel mai mic parc național sau structură protejată din Sistemul de Parcuri Naționale din SUA. Există un Muzeu Kościuszko la ultima sa reședință, în Solothurn, Elveția. O agenție culturală polono-americană, Fundația Kosciuszko, cu sediul în New York City, a fost creată în 1925.
O serie de unități ale Forțelor Aeriene poloneze⁠(d) au purtat numele de „Escadrila lui Kościuszko”. În timpul celui de al Doilea Război Mondial, o navă a marinei poloneze⁠(d) i-a purtat numele, la fel ca și Divizia 1 Infanterie Tadeusz Kościuszko⁠(d).
Unul dintre primele romane istorice⁠(d), Thaddeus din Varșovia⁠(d), a fost scris în onoarea lui Kościuszko de autoarea scoțiană Jane Porter⁠(d); s-a dovedit foarte popular, în special în Statele Unite, și a trecut prin peste optzeci de ediții în secolul al XIX-lea. O operă, Kościuszko nad Sekwaną (Kościuszko la Sena), scrisă la începutul anilor 1820, avea muzică de Franciszek Salezy Dutkiewicz și libret de Konstanty Majeranowski⁠(d). Printre alte lucrări ulterioare s-au numărat drame de Apollo Korzeniowski⁠(d), Justyn Hoszowski și Władysław Ludwik Anczyc⁠(d); trei romane de Józef Ignacy Kraszewski, unul de Walery Przyborowski, unul de Władysław Stanisław Reymont; și lucrări de Maria Konopnicka. Kościuszko apare și în literatura non-poloneză, incluzând un sonet de Samuel Taylor Coleridge, altul de James Henry Leigh Hunt, poezii de John Keats și Walter Savage Landor⁠(d) și o lucrare de Karl Eduard von Holtei⁠(d).
În 1933, Poșta SUA a emis un timbru comemorativ⁠(d) ilustrând o gravură reprezentând „Generalul de brigadă Thaddeus Kosciuszko”, o statuie a lui Kościuszko care se află în Piața Lafayette din Washington, DC⁠(d), lângă Casa Albă. Timbrul a fost emis cu ocazia împlinirii a 150 de ani de la naturalizarea lui Kościuszko ca cetățean american. Poșta Poloniei a emis mai multe timbre în onoarea sa. În 2010, o copie a monumentului a fost dezvelită la Varșovia.
Există statui ale lui Kościuszko în Polonia la Cracovia (de Leonard Marconi⁠(d)), care a fost distrusă de forțele germane în timpul ocupației din cel de al Doilea Război Mondial și a fost înlocuită ulterior de statul german cu o replică în 1960 și la Łódź (de Mieczysław Lubelski⁠(d); în Statele Unite la Boston, West Point, Philadelphia (de Marian Konieczny⁠(d)), Detroit  (o copie a statuii realizate de Leonard Marconi din Cracovia), Washington, DC, Chicago, Milwaukee și Cleveland; și în Elveția la Solothurn. Kościuszko a fost subiectul picturilor lui Richard Cosway⁠(d), Franciszek Smuglewicz, Michał Stachowicz⁠(d), Juliusz Kossak și Jan Matejko. O panoramă monumentală de la Racławice⁠(d) a fost pictată de Jan Styka⁠(d) și Wojciech Kossak pentru centenarul bătăliei de la Racławice din 1794. Un monument comemorativ a fost construit în Minsk, Belarus în 2005.
Printre reperele geografice care îi poartă numele se numără Muntele Kosciuszko, cel mai înalt munte de pe insula-continent Australia. Acesta se află într-un parc național din New South Wales, numit și el Parcul Național Kosciuszko, după munte. Alte entități geografice numite după Kościuszko sunt insula Kosciusko⁠(d) din Alaska, comitatul Kosciusko din Indiana și numeroase orașe, orașe, străzi și parcuri, în special în Statele Unite.

Kościuszko a fost subiectul multor lucrări scrise. Prima biografie a lui a fost publicată în 1820 de Julian Ursyn Niemcewicz⁠(d), care a servit alături de Kościuszko ca aghiotant și a fost și închis în Rusia după revoltă. În limba engleză s-au scris biografiile Kościuszko: A Biography de Monica Mary Gardner⁠(d), care a fost publicată în 1920, și o lucrare din 2009 de Alex Storozynski⁠(d) intitulată The Peasant Prince: Thaddeus Kosciuszko and the Age of Revolution.

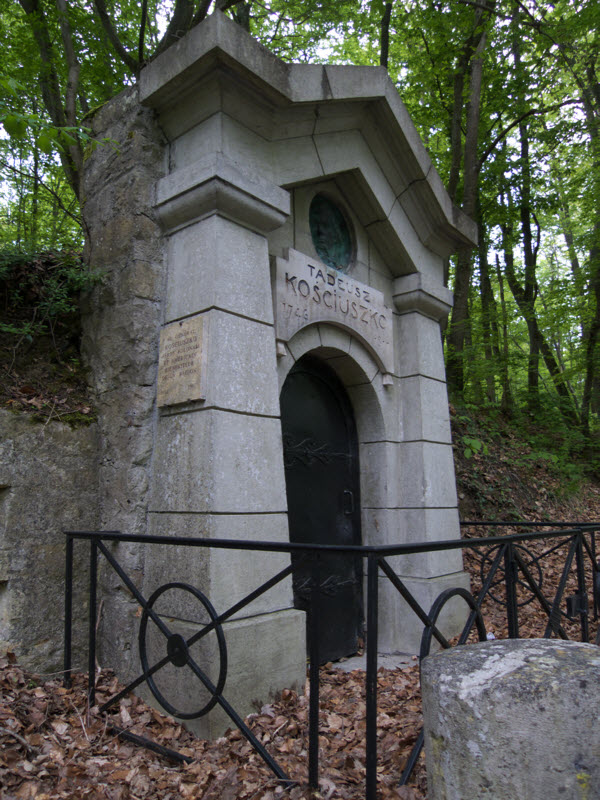
Monumentul Kościuszko, Montigny-sur-Loing⁠(d), Franța
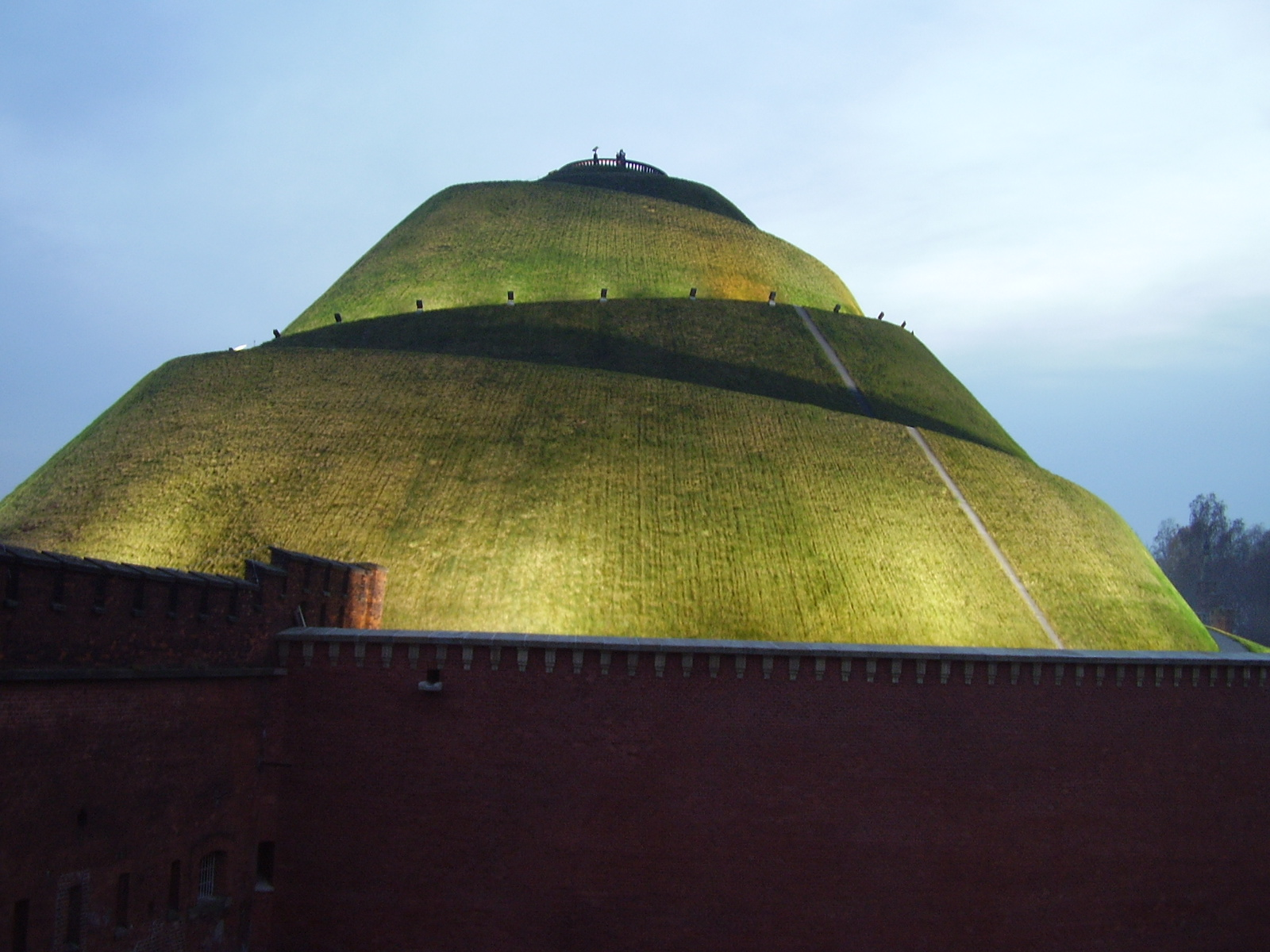
Movila Kościuszko⁠(d), înaltă de 34 m, Cracovia, Polonia
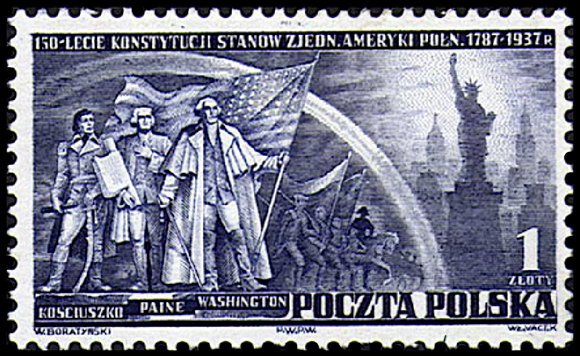
Timbru poștal polonez (1938): Kościuszko cu sabie (stânga), Thomas Paine și George Washington.
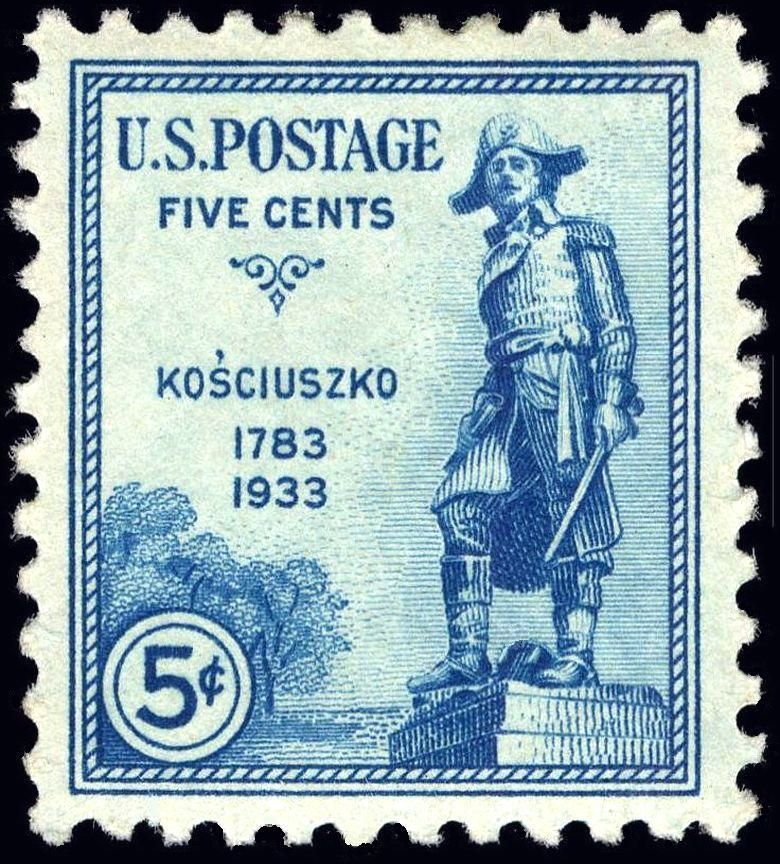
Timbru poștal american (1933): statuia Kościuszko
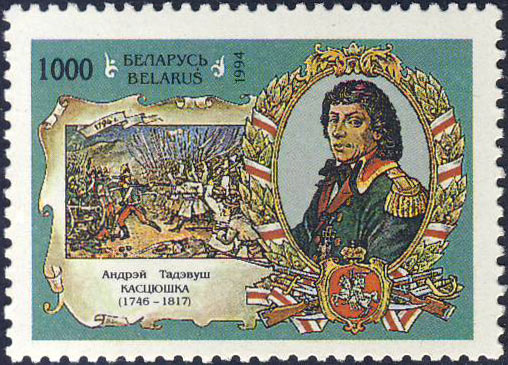
Timbru poștal belarus (1994): Kościuszko
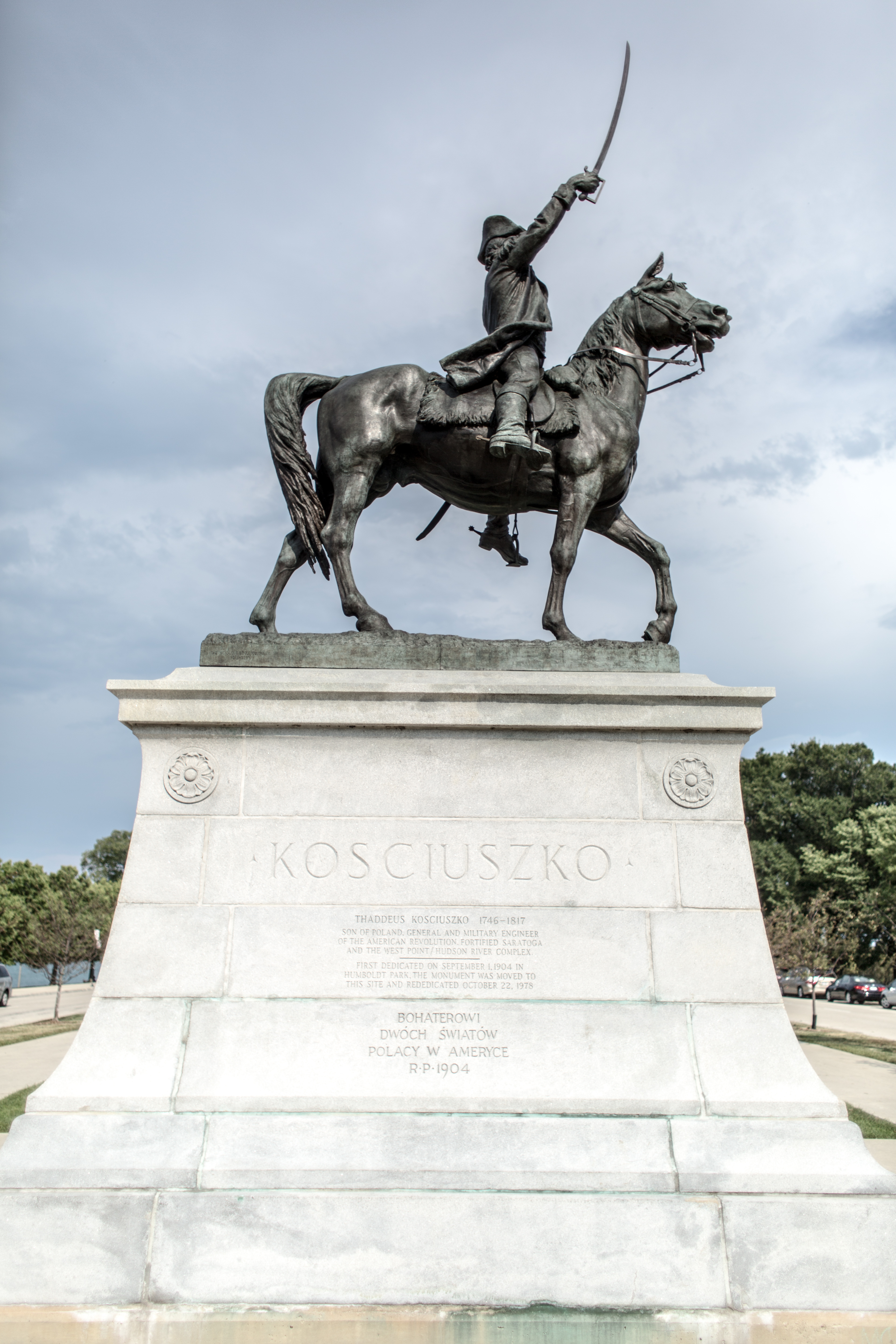
Monumentul Tadeusz Kościuszko⁠(d), Chicago
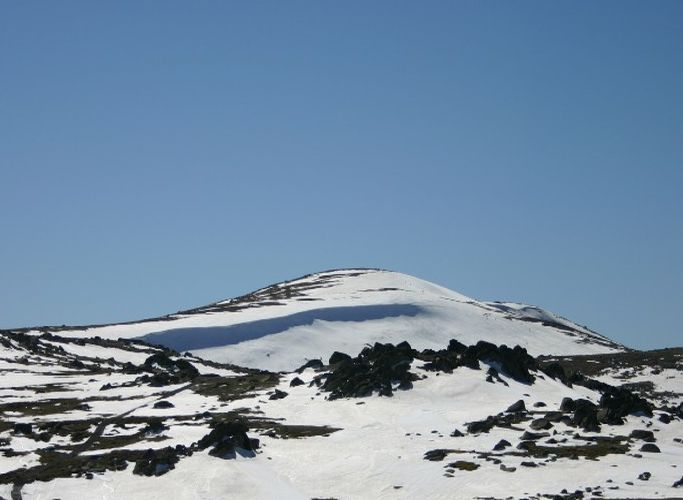
Muntele Kosciuszko, cel mai înalt vârf din Australia continentală